# Esquirol volador del mont Gaoligong
L'esquirol volador del mont Gaoligong (Biswamoyopterus gaoligongensis) és una espècie de rosegador de la família dels esciúrids. És endèmic de la província xinesa de Yunnan. El seu hàbitat natural són els boscos perennifolis de frondoses. Té una llargada de cap a gropa de 440 mm, la cua de 520 mm i un pes de 1.370 g. El seu nom específic, gaoligongensis, significa ‘del Gaoligong’ en llatí. Com que fou descobert fa poc, la Unió Internacional per a la Conservació de la Natura (UICN) encara no n'ha avaluat l'estat de conservació, però els seus descriptors consideren que està amenaçat per les explotacions agrícoles i la caça furtiva.